# Tebing Abang (Semendo Darat Tengah)
Tebing Abang is een bestuurslaag in het regentschap Muara Enim van de provincie Zuid-Sumatra, Indonesië. Tebing Abang telt 609 inwoners (volkstelling 2010).